# Von Hall
von Hall är en svensk adlig ätt, adlad 13 april 1858 i enlighet med 1809 års regeringsform (vilket innebär att enbart huvudmannen innehar adlig värdighet) och introducerad samma år på svenska Riddarhuset. 
Ätten stammar från borgaren och rådmannen i Borås, Petter Hall och hans maka Eva Margareta, född Wargentin. De fick två söner som bägge studerade för Carl von Linné i Uppsala. Den ene var sedermera hovmålaren i Paris, Peter Adolf Hall, den andre provinsialläkaren  och botanisten  Birger Martin Hall i Västerås. Dennes son, generalmajoren Birger Hall (1788–1865), adlades 1858 med namnet von Hall och introducerades samma år på Riddarhuset mmed nummer 2 328.
Ätten fortlever. Den 31 december 2022 var 7 personer med namnet von Hall folkbokförda i Sverige.

## Personer med namnet
- Birger von Hall (1788– 1865), generalmajor, adlad
- Kalle von Hall (född 1980), musiker och producent